# Arachnis (orquídea)
Arachnis Rchb f., 1865. Es un género que tiene asignadas aproximadamente once especies de orquídeas de hábito terrestre y algunas epífitas, de la subtribu Aerangidinae.  

## Descripción
Son plantas monopodiales que se encuentran en el sudeste de Asia y Malasia, son epífitas que crecen con largos tallos carnosos y flores. Las flores tienen un labio y cuatro polinias. 

## Taxonomía
El género fue descrito por  Blume y publicado en Bijdragen tot de flora van Nederlandsch Indië 8: 365. 1825.
Etimología
Arachnis: nombre genérico que procede da la latinización de la palabra griega: αράχνη (arachnis) que significa "araña", en referencia a la forma de sus flores.

## Especies
- Arachnis annamensis (Rolfe) J.J.Sm.,1912.
- Arachnis beccarii Rchb.f., 1886.
  - Arachnis beccarii var. beccarii.
  - Arachnis beccarii var. imthurnii (Rolfe) K.W.Tan, 1974.
- Arachnis breviscapa (J.J.Sm.) J.J.Sm., 1912.
- Arachnis celebica (Schltr.) J.J.Sm., 1912.
- Arachnis flos-aeris (L.) Rchb.f., 1886.
  - Arachnis flos-aeris var. flos-aeris.
  - Arachnis flos-aeris var. gracilis 1935.
- Arachnis grandisepala J.J.Wood, 1981.
- Arachnis hookeriana (Rchb.f.) Rchb.f., 1886.
- Arachnis labrosa (Lindl. & Paxton) Rchb.f., 1886.
- Arachnis limax Seidenf., 1970.
- Arachnis longicaulis (Schltr.) L.O.Williams, 1937.
- Arachnis longisepala (J.J.Wood) Shim, Soón & A.L.Lamb, 1982.
- Arachnis × maingayi (Hook.f.) Schltr.
- Arachnis zhaoi Z.J.Liu, S.C.Chen & S.P.Lei